# Parroquia de la Sagrada Familia
La Sagrada Familia es la primera parroquia que se edificó en la Colonia Roma, Ciudad de México, construida por el arquitecto Manuel Gorozpe y el ingeniero Miguel Rebolledo. Es una de las construcciones más representativas de esta Colonia.

## Historia
Pedro Lascuraín y su familia tuvieron la iniciativa de crear la parroquia y dedicarla a la Sagrada Familia. En el año 1906 Pedro Lascuraín comunica el proyecto a la junta directiva de la sociedad de terrenos de Chapultepec argumentando que es conveniente para el auge de la colonia tener un templo propio.
El terreno para la construcción de la Sagrada Familia fue donado por Don Pedro Lascuraín y Don Edward Orrín. La construcción, patrocinada por la congregación de los jesuitas, inició en 1910 a cargo del arquitecto Manuel Gorozpe y el ingeniero Miguel Rebolledo. La ceremonia de la colocación de la primera piedra se realizó el 6 de enero de 1910. El proyecto de edificación de la parroquia fue interrumpido de 1913 a 1917 por causa de la lucha revolucionaria; finalmente, en el año 1925, se concluye la construcción. El 19 de noviembre del mismo año se lleva a cabo la bendición de la torre y su reloj.

## Arquitectura

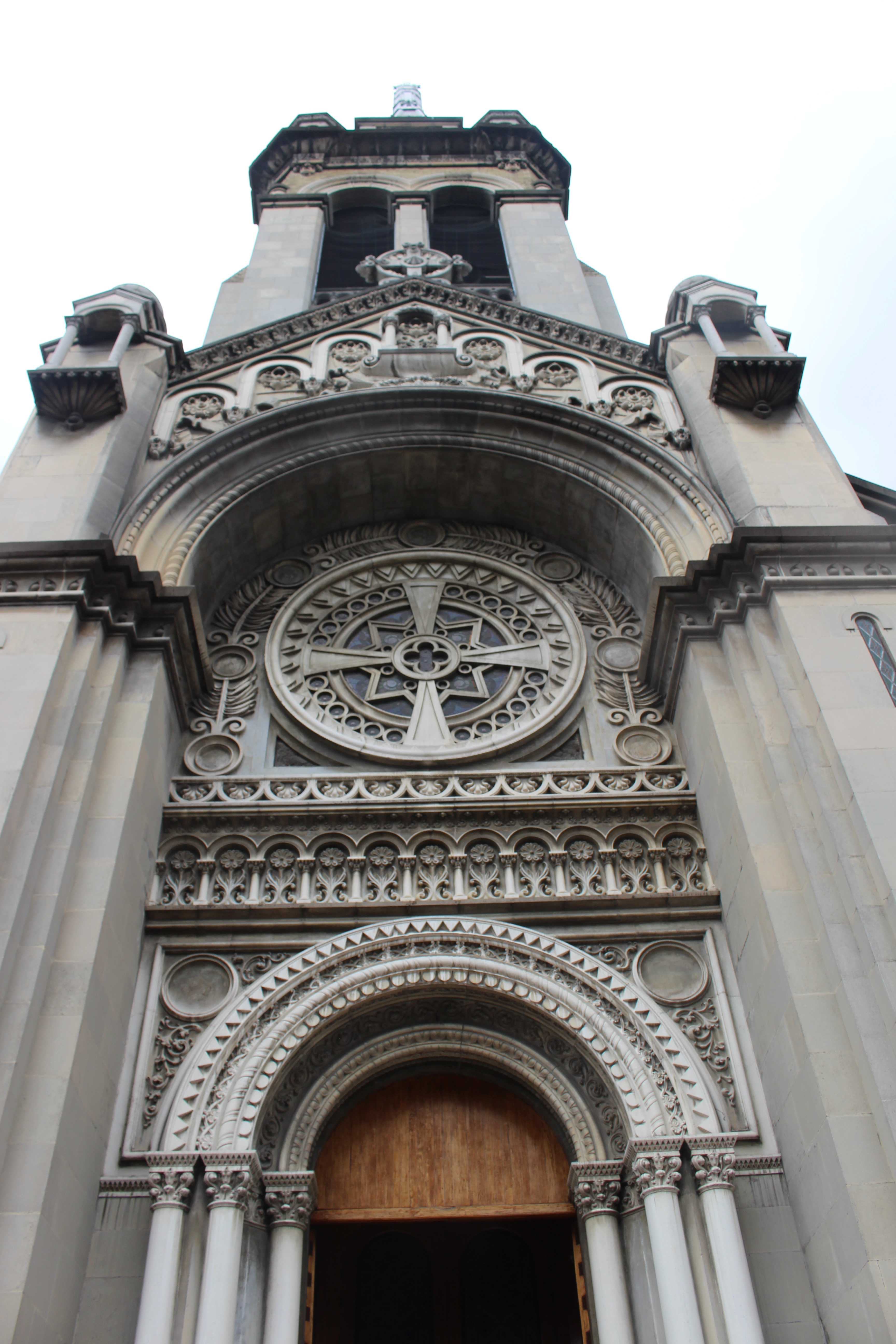
Exterior de la Parroquia de la Sagrada Familia, ubicada en la Colonia Roma, Ciudad de México.

El templo refleja una unión armónica de varios estilos como el neorrománico, neogótico y ecléctico.
En la fachada se observa un estilo neorrománico en el que destacan los arcos escalonados: al centro se aprecia un rosetón estilo neogótico, rodeado de palmas y siete círculos que las unen. El portal principal cuenta con tres arcos de medio punto en secuencia decreciente, sostenidos por columnas corintias. En la parte de arriba se observa una torre de cuatro lados, con doble arco, un reloj por lado y cuatro torres menores en cada esquina. 
Uno de los aspectos más destacados de la parroquia son sus vitrales policromos con diseños orgánicos de elementos vegetales y flores, además de pasajes de la Biblia y misterios de la fe cristiana. En el templo hay 25 vitrales: 12 de ellos están acomodados a lo largo de la nave, 8 se encuentran en el tambor de la cúpula, 4 en las entradas laterales y 1 en el rosetón. Además existen otros 12 vitrales más pequeños en las 3 puertas interiores. Los vitrales son hechos en México por la compañía italiana Talleri.

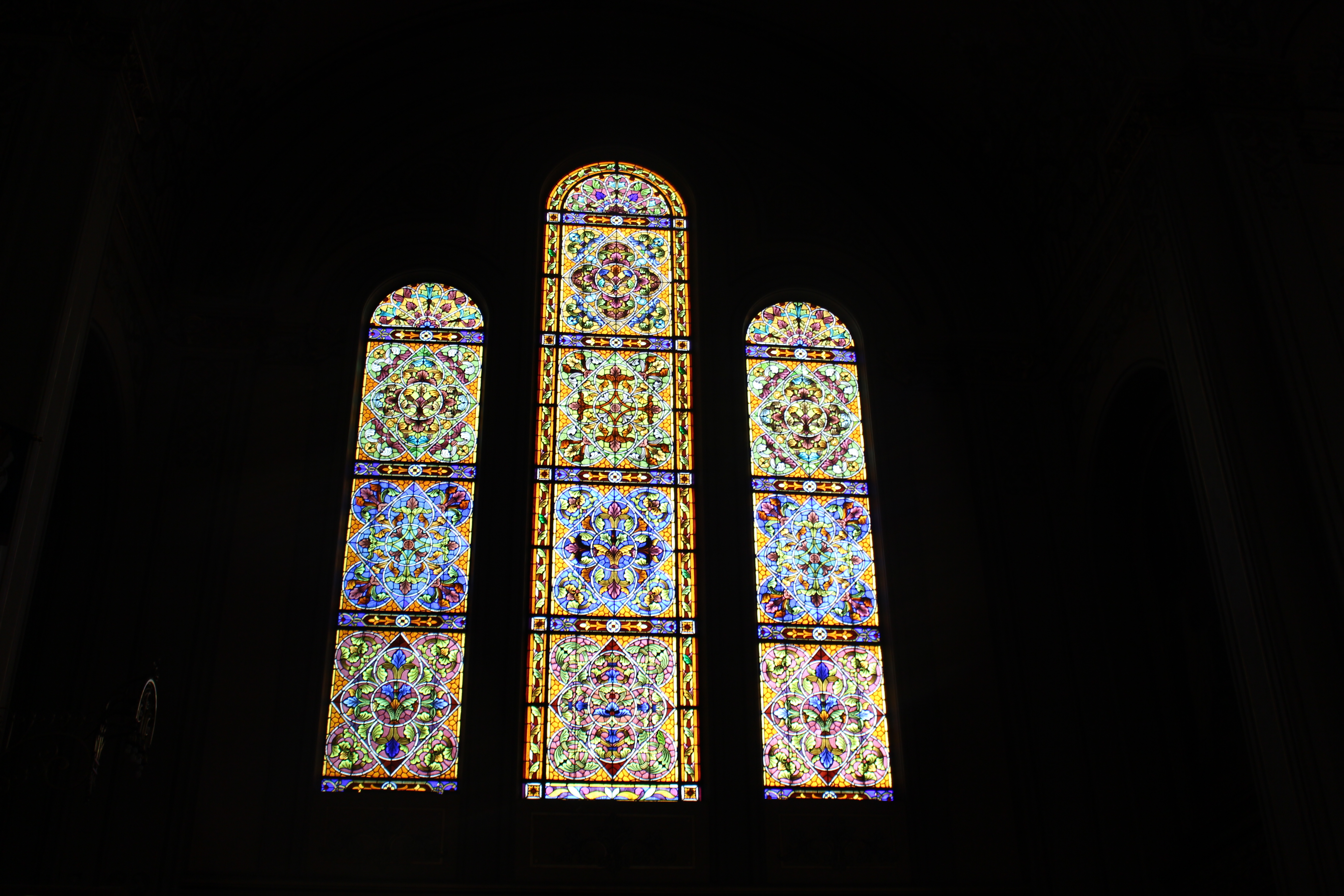
Tres vitrales que son apreciados desde el interior de la parroquia.

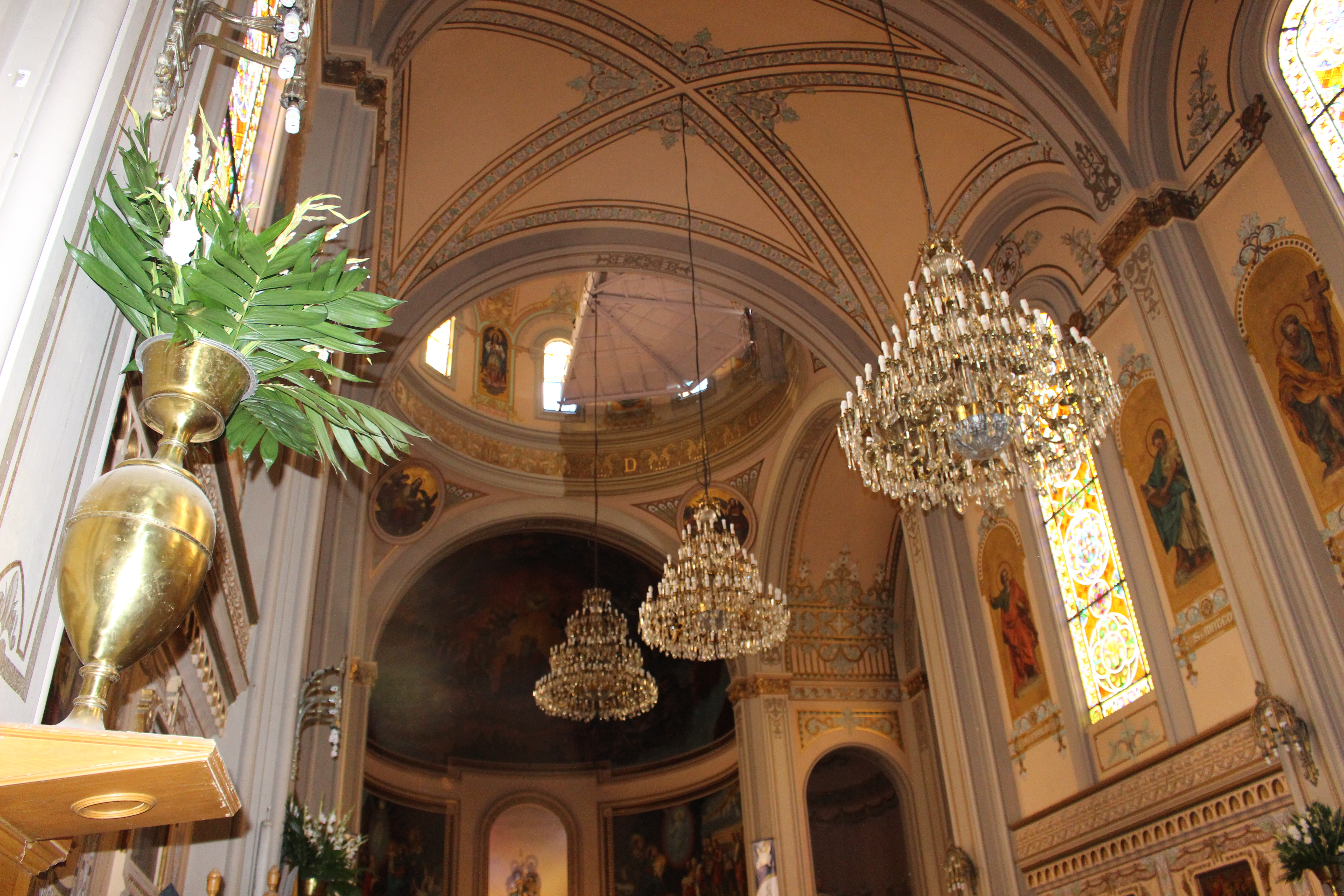
Techo de la Parroquia.

A lo largo de la parroquia se distribuyen columnas en un color azul claro que sostienen los arcos del techo adornados con trazos orgánicos y curvos, de ellos cuelgan grandes candelabros que decoran el interior de la Sagrada Familia. Entre las columnas se observan los vitrales y murales con diversas imágenes. La parte inferior de las paredes es de madera y cuenta con cornisas para los floreros que adornan el interior. Dos filas de bancas de madera se acomodan a lo largo de la nave. En el fondo hay unas escaleras blancas que llevan al Altar mayor donde se pueden admirar grandes murales alusivos a la Sagrada Familia pintados por el padre Gonzalo Carrasco, quien se graduó en la Escuela Nacional de Bellas Artes en 1883. El retablo contiene esculturas policromadas también referentes a la sagrada familia. El sagrario consta de pequeñas columnas que rodean la imagen de Jesús y soportan un pequeño techo que sostiene, a su vez, una cruz. Elegantes adornos de flores y candelabros están distribuidos, decorando así todo el altar. 

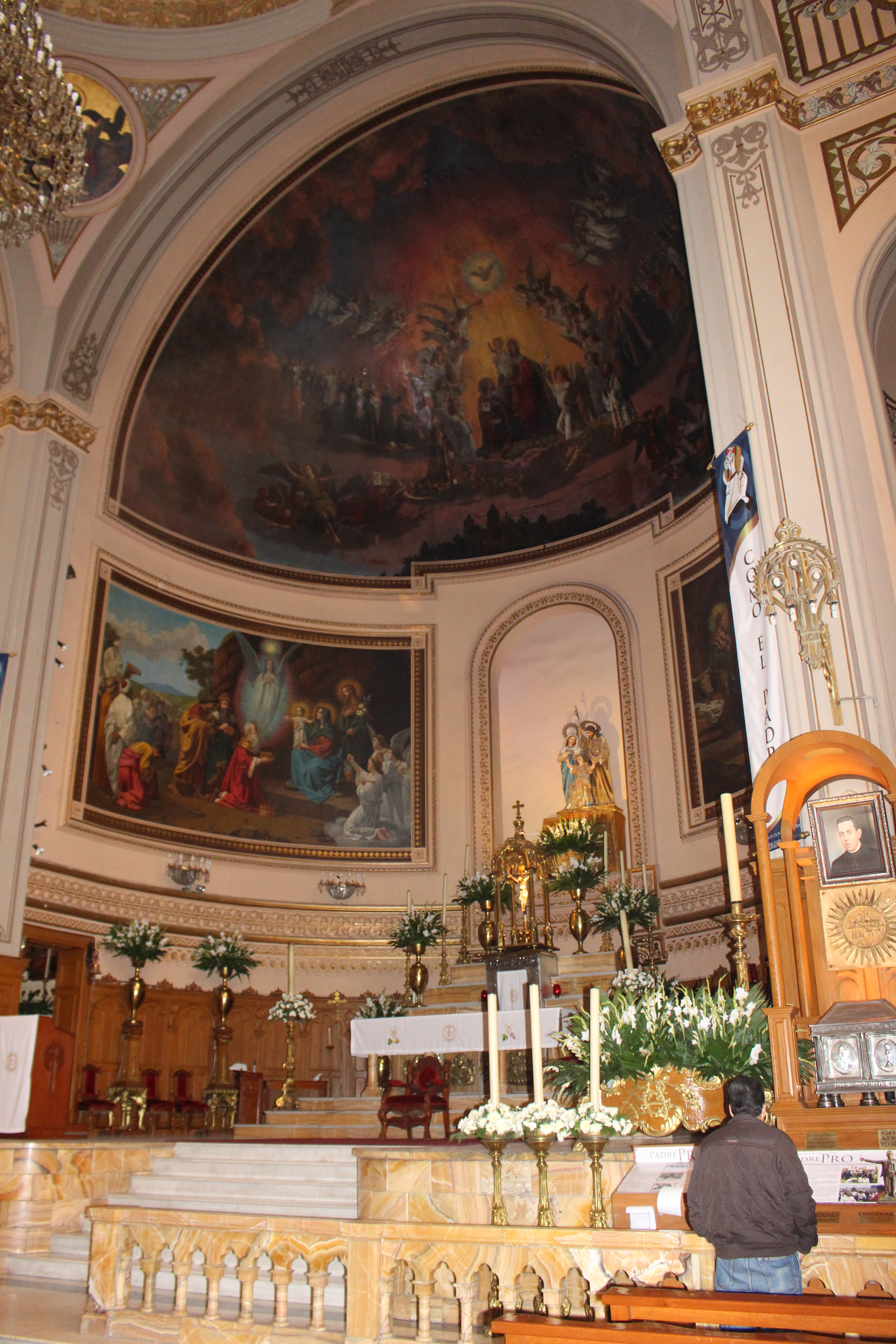
Altar compuesto por una cúpula central con murales y adornos como candelabros y flores.

A un lado del altar se encuentra la capilla del Padre Pro, una cúpula con la imagen de la Virgen de Guadalupe enmarcada sobre una elegante mesa. Enfrente de la capilla, el confesionario de madera se encuentra junto a la pared. Del otro lado del altar hay una escultura de San Ignacio y a su lado, la capilla dedicada al mismo santo adornada con una imagen de Jesús, la cual está enmarcada de la misma forma que la imagen de la Virgen de Guadalupe. 

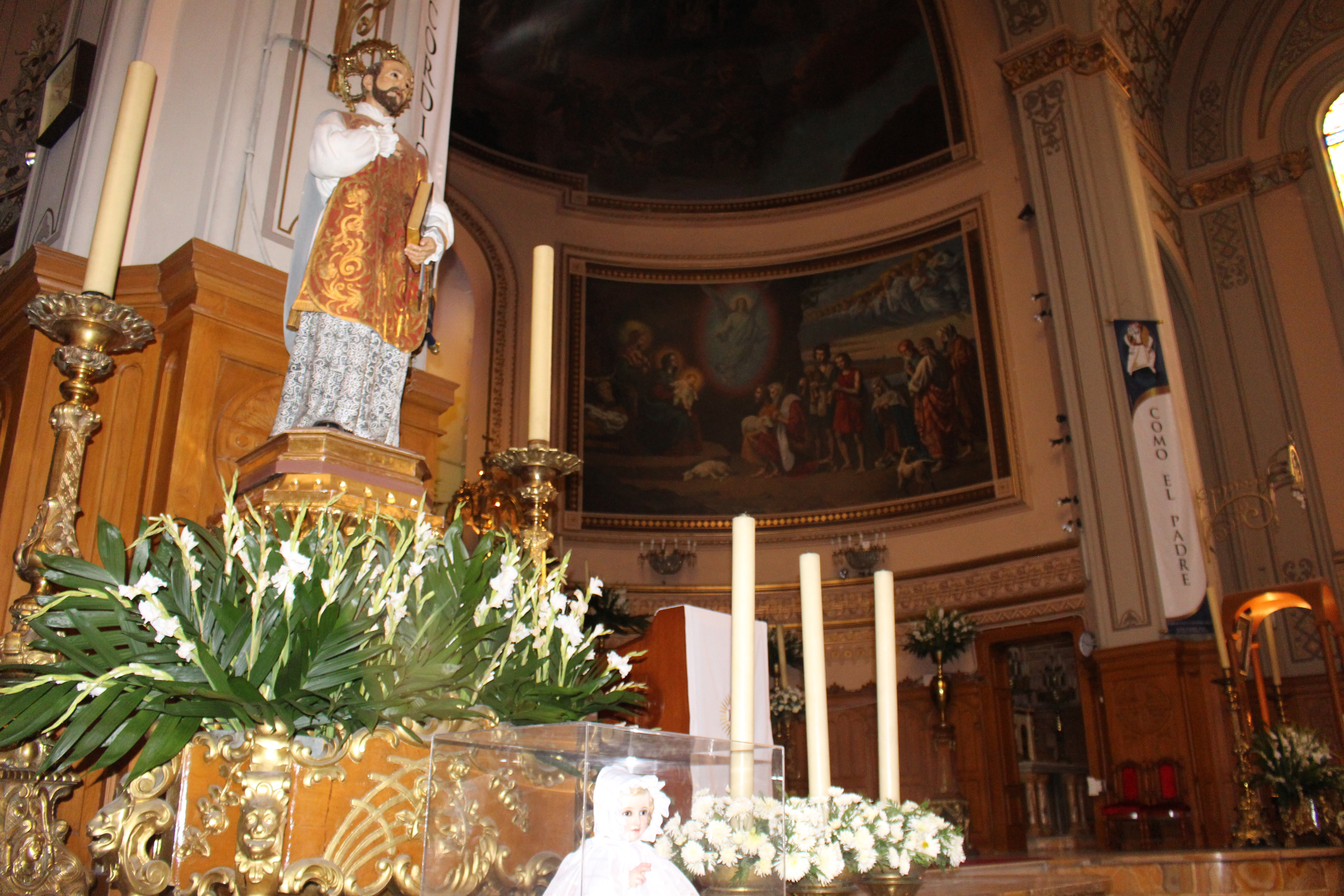
Desde el sagrario lateral se puede apreciar una escultura de San Ignacio, debajo de ella hay un candelabro y al fondo se aprecia uno de los murales del altar central.